# Krzysztof Jażdżewski
Krzysztof Henryk Jażdżewski (ur. 27 listopada 1938 w Warszawie) – polski uczony, profesor nauk przyrodniczych, specjalista w dziedzinie hydrobiologii i biolog morski, szczególnie zajmujący się fauną polarną. Syn profesora archeologii Konrada Jażdżewskiego.

## Życiorys
Pracę magisterską z ichtiologii napisał w 1960 na Wydziale Zoologii Uniwersytetu Łódzkiego. Drugą pracę magisterską (z biochemii) obronił w 1963. Praktykę wakacyjną odbywał m.in. w filii Morskiego Instytutu Rybackiego w Świnoujściu. Stopień doktora nauk przyrodniczych w zakresie zoologii uzyskał w 1967 (praca o kiełżach rejonu Pucka). W roku 1975 otrzymał stopień doktora habilitowanego w dziedzinie nauk biologicznych, w dyscyplinie zoologia. Pełni funkcję przewodniczącego Komitetu Zoologii oraz zastępcy przewodniczącego Komitetu Badań Polarnych Polskiej Akademii Nauk. Związany z Katedrą Zoologii Bezkręgowców i Hydrobiologii Uniwersytetu Łódzkiego. W latach 1990–1996 był Prorektorem UŁ ds. Nauki.
W latach 1975/76 uczestniczył (wraz z Krzysztofem Opalińskim i Maciejem Rembiszewskim) w zorganizowanej z pomocą władz wydziału II PAN wyprawie statków „Profesor Siedlecki” i „Tazar”. Wyprawą kierował doc. Daniel Dudkiewicz, kierownikiem naukowym był doc. dr hab. Stanisław Rakusa-Suszczewski. Działaniom naukowym sprzyjały sukcesy połowowe floty rybackiej.
Do jego zainteresowań naukowych należały skorupiaki z rzędu obunogów towarzyszące krylowi. Znalazł prawdopodobnie drugiego na świecie obunoga Eusirus tridentatus. Poważnie wzbogacił kolekcję zoologiczną Uniwersytetu Łódzkiego, m.in. o pingwina białookiego, czaszkę krabojada foczego, ryby antarktyczne, bezkręgowce, strzykwy, wężowidła i skorupiaki zimnych mórz południowych. Wcześniej badał skorupiaki słodkowodne okolic Warszawy i opisał nowy gatunek obunoga, który nazwał Gammarus varsoviensis.
W 1993 odznaczony Krzyżem Kawalerskim Orderu Odrodzenia Polski. W 2001 roku został odznaczony Medalem im. Profesora Kazimierza Demela.